# Xuelian Feng
Der Xuelian Feng (chinesisch 雪蓮峰, Pinyin Xuělián fēng, englisch Snow Lotus Peak; oder Xueleng) ist ein Berg im östlichen Tian Shan im autonomen Gebiet Xinjiang (Volksrepublik China).
Der Xuelian Feng liegt im Kreis Bay im Regierungsbezirk Aksu. Der vergletscherte Berg bildet mit einer Höhe von 6627 m die höchste Erhebung im östlichen Teil des Gebirgszugs Halke Shan. An seiner Nordostflanke liegt das Nährgebiet eines linken Tributärgletschers des Muzartgletschers. Eine Besonderheit des Xuelian Feng ist seine große Schartenhöhe von 3068 m.

## Nebengipfel
Der Xuelian Feng besitzt mehrere Nebengipfel:
Der 6527 m hohe Südgipfel (⊙) befindet sich in südöstlicher Richtung 1,78 km vom Hauptgipfel entfernt.
Der 6472 m hohe Nordgipfel (⊙) befindet sich 1,72 km nordnordöstlich vom Hauptgipfel.
Der Baiyu Feng (Aketasi Feng oder White Jade Peak) (6422 m oder 6438 m ⊙) liegt 5,8 km westlich.
Der etwa 6400 m hohe Ostgipfel (⊙) ist über einen 4,34 km langen Berggrat mit dem Südgipfel verbunden.
Vom Ostgipfel führt ein Berggrat zum Nordostgipfel (6231 m ⊙). Dessen Flanken werden vom Muzartgletscher umströmt.

## Besteigungsgeschichte
Die Sektion Tōkai des Japanischen Alpin-Clubs (JAC) führte in den Jahren 1986, 1988, 1989 und 1990 insgesamt vier Expeditionen zum Xuelian Feng durch. Schließlich gelang bei der letzten Expedition am 19. August 1990 die Erstbesteigung des Hauptgipfels des Xuelian Feng. Die Erstbesteiger waren Motochiro Fujita, Hideki Sakai, Mikio Suzuki, Etuo Nishikawa, Hiroshi Kojiri, Takuo Kato, Reiji Takahashi und Kazuo Tukushima.
Zuvor, am 14. Juli 1989 gelang, Juniichi Shinozaki und Akihito Yamazaki die Erstbesteigung des Südgipfels.
Den beiden US-Amerikanern Jed Brown und Kyle Dempster sowie dem Schotten Bruce Normand gelang vom 26.–30. August 2009 die Durchsteigung der Nordwand des Westgrats (The Great White Jade Heist: 2650 m, WI5, M6, V). Für diese Leistung erhielten sie die Auszeichnung Piolet d’Or.